# Kerkgebouw Gereformeerde Gemeenten (Poederoijen)
De Kerk van de Gereformeerde Gemeenten is een kerkgebouw te Poederoijen, gelegen aan Dorpsweg 6.

## Geschiedenis
De Gereformeerde Gemeenten (GG) betrokken in 1928 een kerkgebouw aan Maasdijk 50. Het was een eenvoudig bakstenen gebouwtje onder zadeldak, met rondbogige vensters.
Omdat dit kerkje ongunstig lag en parkeerproblemen veroorzaakte, werd een nieuwe kerk gebouwd aan Dorpsweg 6. In 1986 werd deze kerk in gebruik genomen, en het oude kerkje werd gesloopt. Het is een bakstenen gebouw met schuin aflopend dak en een zeer spits toelopende dakruiter.
Het orgel is van 1971 en werd vervaardigd door K.B. Blank.